# Boeing 787
Boeing 787 Dreamliner je američki širokotrupni avion srednje veličine, kojeg razvija Boeing Commercial Airplanes. Pokreću ga dva turbofen motora snage (ovisno o inačici) od 236 kN do 311 kN. 6. srpnja 2007. predstavljen je prvi puta javnosti u Everettu, Boeingovoj tvornici 40 km sjeverno od Seattlea. Prvi komercijalni letovi predviđeni za svibanj 2008. godine su odgođeni radi kašnjenja u proizvodnji te se ulazak u redovnu upotrebu očekuje u prvom kvartalu 2010. godine. Avion će moći prevoziti, ovisno o klasi i razmještaju sjedišta, od 210 do 330 putnika. Boeing tvrdi da će 787 biti najekonomičniji zrakoplov izrađen do sada, s potrošnjom goriva i do 20% manjom od ostalih zrakoplova u klasi. To je i prvi putnički avion čiji je veći dio konstrukcije izrađen od kompozitnih materijala.

## Usporedba
| Model                         | 787-3                                            | 787-8                                            | 787-9                                            |
| ----------------------------- | ------------------------------------------------ | ------------------------------------------------ | ------------------------------------------------ |
| Posada pilotske kabine        | Dva                                              | Dva                                              | Dva                                              |
| Kapacitet sjedala             | 290–330                                          | 210–250                                          | 250–290                                          |
| Dužina                        | 56,7 m                                           | 56,7 m                                           | 62,8 m                                           |
| Raspon krila                  | 51,8 m                                           | 60 m                                             | 63,4 m                                           |
| Strijela krila                | 32,2°                                            | 32,2°                                            | 32,2°                                            |
| Visina                        | 16,92 m                                          | 16,92 m                                          | 16,92 m                                          |
| Visina trupa                  | 5,91 m                                           | 5,91 m                                           | 5,91 m                                           |
| Širina trupa                  | 5,75 m                                           | 5,75 m                                           | 5,75 m                                           |
| Širina kabine                 | 5,49 m                                           | 5,49 m                                           | 5,49 m                                           |
| Kapacitet tereta              | 124,6 m³ 28 LD3                                  | 124,6 m³ 28 LD3                                  | 152,9 m³ 36 LD3                                  |
| Težina                        | 101.000 kg                                       | 110.000 kg                                       | 115.000 kg                                       |
| Maksimalna težina uzlijetanja | 165.000 kg                                       | 220.000 kg                                       | 245.000 kg                                       |
| Brzina krstarenja             | 0,85 Macha (903 km/h)                            | 0,85 Macha (903 km/h)                            | 0,85 Macha (903 km/h)                            |
| Maksimalna brzina             | 0,89 Macha (945 km/h)                            | 0,89 Macha (945 km/h)                            | 0,89 Macha (945 km/h)                            |
| Dolet                         | 4.650 – 5.650 km                                 | 14.200 – 15.200 km                               | 14.800 – 15.750 km                               |
| Maksimalni kapacitet goriva   | 41.965 l                                         | 126,917 l                                        | 138,898 l                                        |
| Visina leta                   | 13.100 m                                         | 13.100 m                                         | 13.100 m                                         |
| Motori (2×)                   | General Electric GEnx ili Rolls-Royce Trent 1000 | General Electric GEnx ili Rolls-Royce Trent 1000 | General Electric GEnx ili Rolls-Royce Trent 1000 |
| Potisak (2×)                  | 235,8 kN                                         | 284,7 kN                                         | 311,4 kN                                         |

## Vanjske poveznice
- Boeing.com
- Boeing 787 newairplane.com
- Boeing 787 Dreamliner designnews.com